# Aleksej Mil'čakov
Aleksej Jur'evič Mil'čakov (in russo Алексей Юрьевич Мильчаков?; San Pietroburgo, 30 aprile 1991) è un mercenario russo, co-fondatore e comandante del Gruppo di ricognizione, sabotaggio e assalto "Rusič", inquadrato nella compagnia militare privata Wagner. Noto anche coi nomi di battaglia Serb e/o Fritz, Mil'čakov è stato sanzionato dall'Unione Europea, dal Regno Unito e dal Canada per le sue azioni in Donbass. Viene descritto come la figura di spicco dei neonazisti che combattono in Donbass per la Russia.

## Biografia
Nato a San Pietroburgo nel 1991 e gran tifoso dello Zenit, Mil'čakov balza all'attenzione della cronaca russa nel 2011 dopo la pubblicazione di foto e video che lo ritraggono mentre uccide e decapita un cucciolo di cane. I video sarebbero stati pubblicati da amici di Aleksej in disaccordo con le sue azioni. Alcuni gruppi animalisti chiesero allo Zenit di prendere posizione sul loro tifoso. Nella sua pagina VK propagandava anche l'uccisione di senzatetto e bambini, oltre agli animali.

### Guerra in Donbass
Come raccontato da Mil'čakov stesso nella sua pagina VK, lui e il neonazista Jan Petrovskij fondano il gruppo Rusič nell'estate 2014 dopo aver frequentato il programma d'addestramento paramilitare "Partizan" gestito dalla Legione Imperiale Russa, il braccio armato con sede a San Pietroburgo del Movimento Imperiale Russo sanzionato dagli Stati Uniti d'America e dal Canada per terrorismo internazionale. In Donbass con il soprannome ''Fritz'' e ''il Serbo'' si rende protagonista di azioni brutali durante i primi mesi del conflitto nel 2014 e fino a metà del 2015. Lui stesso si vanterà -nel 2014- di aver fotografato corpi bruciati e mutilati di militanti ucraini nella formazione paramilitare Ajdar e ci sono dei documenti che proverebbero che Mil'čakov abbia tagliato le orecchie di cadaveri ucraini e inciso svastiche sui loro volti. Per le sue azioni viene sanzionato nel 2015 da Unione Europea, Canada e Stati Uniti. Mil'čakov e il suo gruppo si ritirano temporaneamente dal Donbass a metà del 2015.

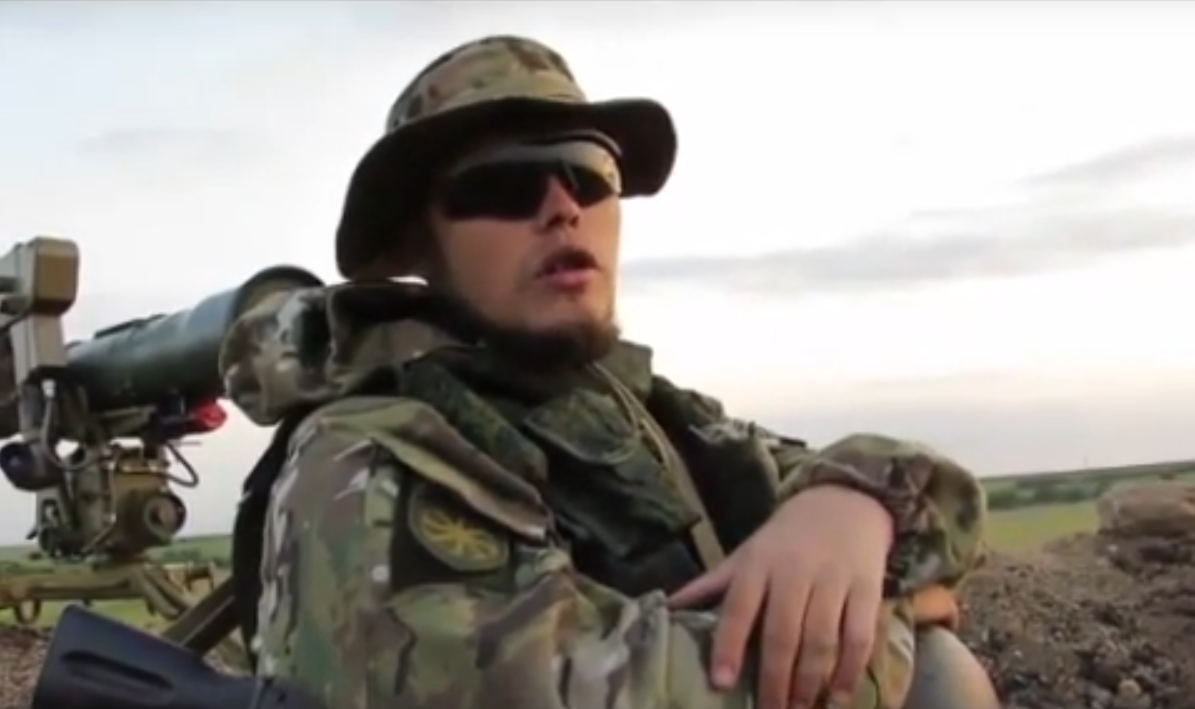
Mil'čakov nel 2015

Ritorna dopo poco nelle zone di guerra e si aggrega insieme ad altri membri di Rusič alla compagnia militare privata ENOT Corp. L'organizzazione, anch'essa legata ad ambienti ultranazionalisti russi, in quel periodo si occupa di addestrare giovani (tra i quali anche bambini in età scolare) alla guerra e potenzialmente partire come volontari con le milizie filorusse in Donbass. Mil'čakov compare come addestratore in un evento che si è tenuto nel settembre del 2015 e ha visto la partecipazione di almeno 300 persone. Dal 2015 ENOT ha lo status di organizzazione pubblica e il pieno sostegno dello stato, organizzando regolarmente raduni simili.
Nel 2016 Mil'čakov riceve dall'allora primo ministro della Repubblica di Crimea, Sergej Aksënov, un premio in qualità di membro dell'Unione dei volontari del Donbass. Nello stesso anno Mil'čakov critica i vertici politici della Repubblica Popolare di Lugansk per il loro "ostentato antifascismo".

### Invasione russa dell'Ucraina del 2022
Nell'agosto 2022, Nexta ha pubblicato un tweet in cui vengono mostrati dei filmati di Mil'čakov in Ucraina. Secondo i servizi segreti tedeschi, Mil'čakov sarebbe stato ferito lievemente durante l'invasione russa dell'Ucraina nel 2022. Lui e il gruppo Rusič sono tornati in attività nell'invasione russa del 2022.

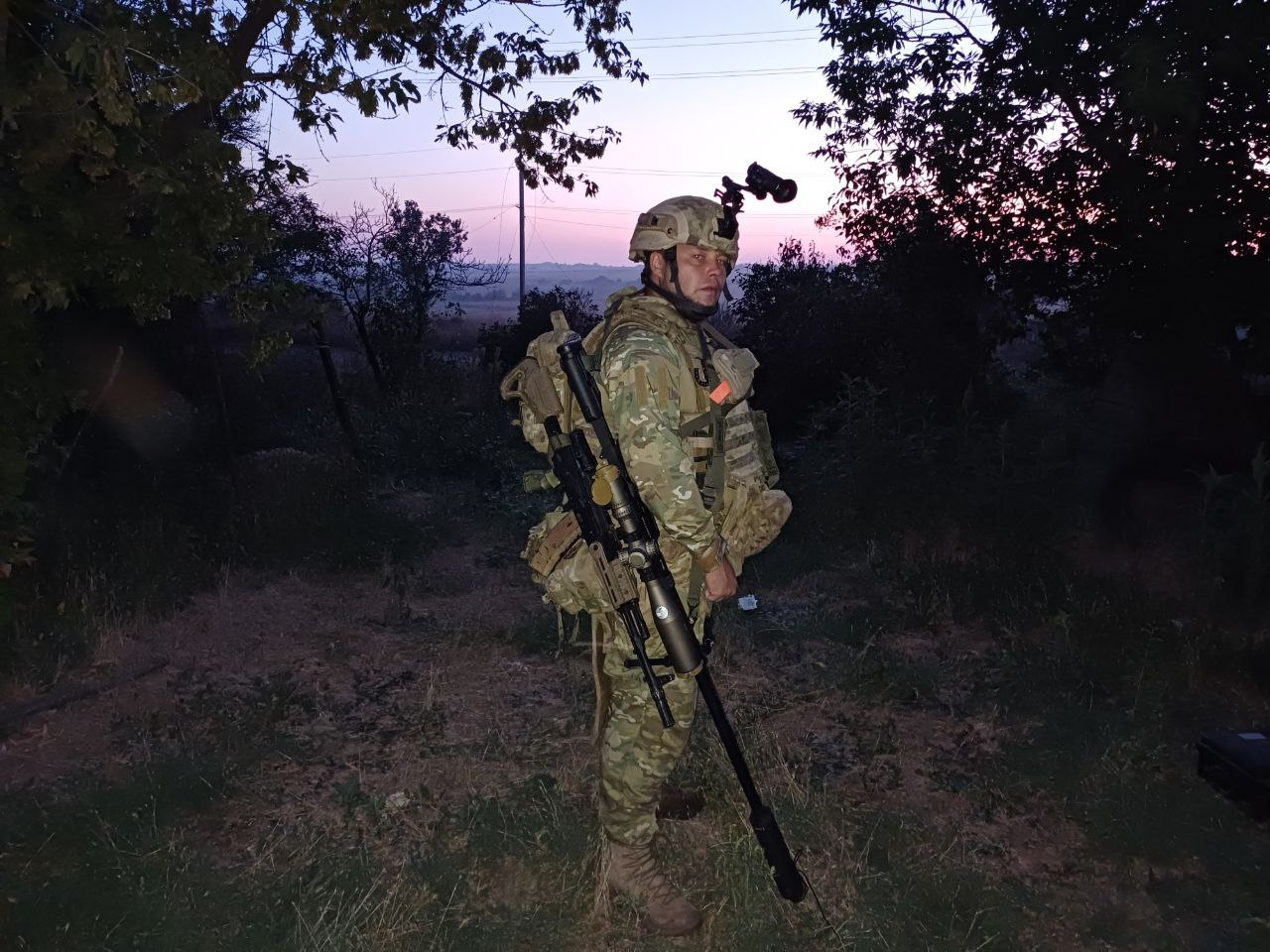
Mil'čakov nel 2023

## Ideologia e politica
Nel 2020 Mil'čakov aveva dichiarato: "Sono un nazista. Non voglio entrare nel merito, nazionalista, patriota, imperialista e così via".
Benché Mil'čakov abbia sempre affermato la sua estraneità al mondo della politica nel 2015 partecipa al Forum Internazional-Conservatore Russo, evento ribattezzato dalla stampa come ''internazionale nera''. All'incontro hanno partecipato anche il segretario di Forza Nuova Roberto Fiore e esponenti del partito neofascista greco Alba Dorata. Nel 2016 viene fotografato insieme a Vladislav Surkov, consigliere personale di Putin fino al 2020.